# エタンプ
エタンプ（フランス語: Étampes）はフランス首都圏にあるコミューン。パリ中心部から 48.1 km 南南西に位置する。エソンヌ県（準県 sous-préfecture）エタンプ郡にある。
エタンプは隣接するコミューンの モリニー＝シャンピニー、ブリエール＝レ＝セレスとその都市圏であわせて人口26,604人（1999年）が生活している。この都市圏はパリの衛星都市となっている。

## 歴史
エタンプ（ラテン語: Stampae）は7世紀初頭には既に街になっており、中世には国王領となっていた。中世の間、エタンプは多くの議会による区分となっていた。重要なものとしては 1130 年に正当な教皇インノケンティウス2世の承認が行われた。1652年、フロンドの乱においてテュレンヌ子爵アンリ・ド・ラ・トゥール・ドーヴェルニュの軍隊により激しく被災した。

## 地理
エタンプはジュイヌ川の支流である美しいシャルエット川に沿って広がっている。

## 姉妹都市
- ボルナ、ドイツ

## 出身者
- ヤクバ・シラ：サッカー選手
- ジャック・ギヨーム・シモノー：フランス革命期のエタンプ市長
- エティエンヌ・ジョフロワ・サンティレール：博物学者
- ジャン＝エティエンヌ・ゲタール：博物学者
- ルイズ・アベマ：画家、彫刻家